# Ланкійський леопард
Ланкійський леопард (Panthera pardus kotiya) — підвид леопарда, який мешкає виключно на острові Шрі-Ланка.

## Зовнішній вигляд
Хутро має жовтувато-коричневий або іржаво-жовтий колір. Самці мають вагу від 56 кг до 77 кг. Середня вага самок переважно 29–30 кг. Плями на тілі є меншими ніж в індійського пардуса. Довжина тіла самок 1,04 метри, а самців - 1,24 м.

## Ареал
Цей леопард зустрічається тільки на Шрі-Ланці, і є головним хижаком острова. Мешкає по всьому острові: в сухому вічнозеленому лісі, посушливих джунглях, тропічному лісі.
Від 2008 року занесений до Червоного списку МСОП, як вид що знаходиться під загрозою зникнення. У 2015 році чисельність ланкійських леопардів у дикій природі становила від 750 до 900 осіб. Їх охороняють у національних парках. Значна їхня кількість живе у парку Віплатту.
На плямистого пардуса полюють заради красивих різновидів хутра, зубів. Значна кількість цих леопардів гине від вирубки лісу. У 2020 році загинуло багато звірів унаслідок вирубки лісу для чайних плантацій. 
Леопарда тримають у зоопарках. Загалом у світових зоопарках налічується 75 особин.

## Живлення
Як це і властиво леопардам, полює майже на всіх рослиноїдних тварин. Зокрема, на замбара, мунтжака, вепра і мавп.

## Поведінка
Недавнє дослідження показало, що Ланкійський леопард не є соціальною твариною, як інші підвиди, хоча на території самця може жити кілька самок. Цей леопард затягує здобич на дерева через конкуренцію і відсутність розмаїття здобичі, іноді проводить там час.Вони полюють переважно вночі, але не завжди.
Пардус найбільший хижий звір на острові Цейлон, тож його не треба охороняти від інших хижаків окрім "хижака" людини.
Леопард полює тихо, переслідує і потім паралізує жертву різким укусом у шию. Полює головним чином на велику здобич (кабан, олень). У голодні часи вдається до полювання на рептилій, птахів, мишоподібних та інших малих ссавців. Основа раціону — оленеві, через великий розмір їх популяції у посушливій зоні. Пардуси не мають сезону розмноження. Гін відбувається раз у рік, унаслідок чого народжується до 4 звірят. Діти живуть з матір'ю доки не виростуть. Самці живуть окремо, полюють. Зустрічаються з самками лише в період спарювання.

## Розмноження
Спарювання відбувається в будь-який час року. Зазвичай самка народжує двоє дитинчат.

## Ланкійський леопард

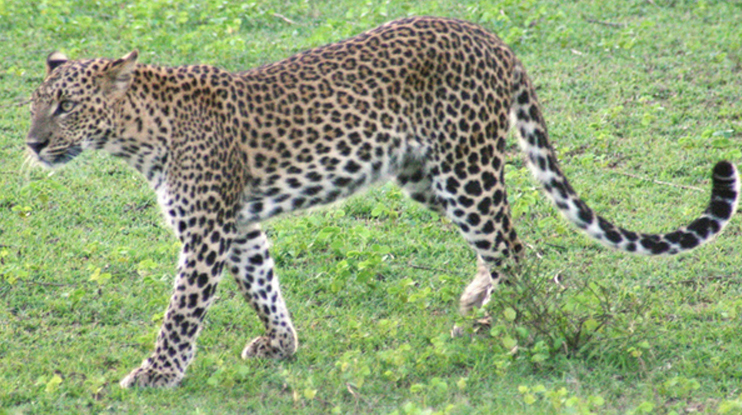
Ланкійський леопард

В назві цього підвиду (Panthera pardus kotiya) використано слово «kotiya», що місцевою мовою означає тигр. Коли WWCT (Wilderness and Wildlife Conservation Trust) повідомили, що на Шрі-Ланці знайшли представника леопарда, вони не знали що слово «kotiya» означає тигр і використали його в назві цього підвиду. Згодом, коли стало очевидним що леопарда помилково названо тигром, назву все-ж таки не стали змінювати, оскільки вона вже закріпилася у використанні.